# ريس بوين
ريس بوين هو قاضي ومحامي وسياسي أمريكي، ولد في 10 يناير 1809 في مقاطعة تازويل في الولايات المتحدة، وتوفي بنفس المكان في 29 أغسطس 1879. نشط حزبياً في الحزب الديمقراطي. وقد انتخب عضو مجلس نواب الولايات المتحدة عن ولاية فرجينيا ‏ وانتخب عضو مجلس النواب الأمريكي ‏.